# Légation américaine de Tanger
La légation américaine de Tanger (arabe : المفوضية الأميركية في طنجة ; anglais : Tangier American Legation) est un bâtiment dans la médina de Tanger, au Maroc. Elle est la première propriété publique américaine en dehors des États-Unis et commémore les relations culturelles et diplomatiques historiques entre les États-Unis et le Royaume du Maroc, qui sont très anciennes car remontant à la fin du XVIIIe siècle. Elle est maintenant officiellement appelée l'Institut de la Légation américaine de Tanger pour les études marocaines et abrite un centre culturel, un musée et une bibliothèque de recherche, se concentrant sur les études de langue arabe.
Inscrite au registre national américain des lieux historiques depuis le 8 janvier 1981, la légation a été désignée comme lieu historique national le 17 décembre 1982 par le secrétaire américain de l'Intérieur, James G. Watt, première et seule désignation dans un pays étranger à ce jour. Le bâtiment a également été inscrit sur le registre du secrétaire d'État des biens d'importance culturelle du département d'État.

## Galerie

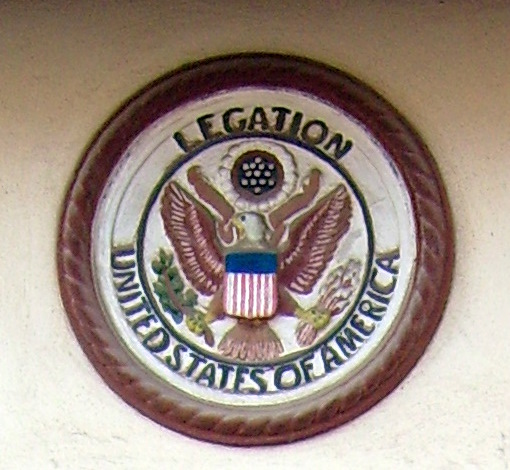
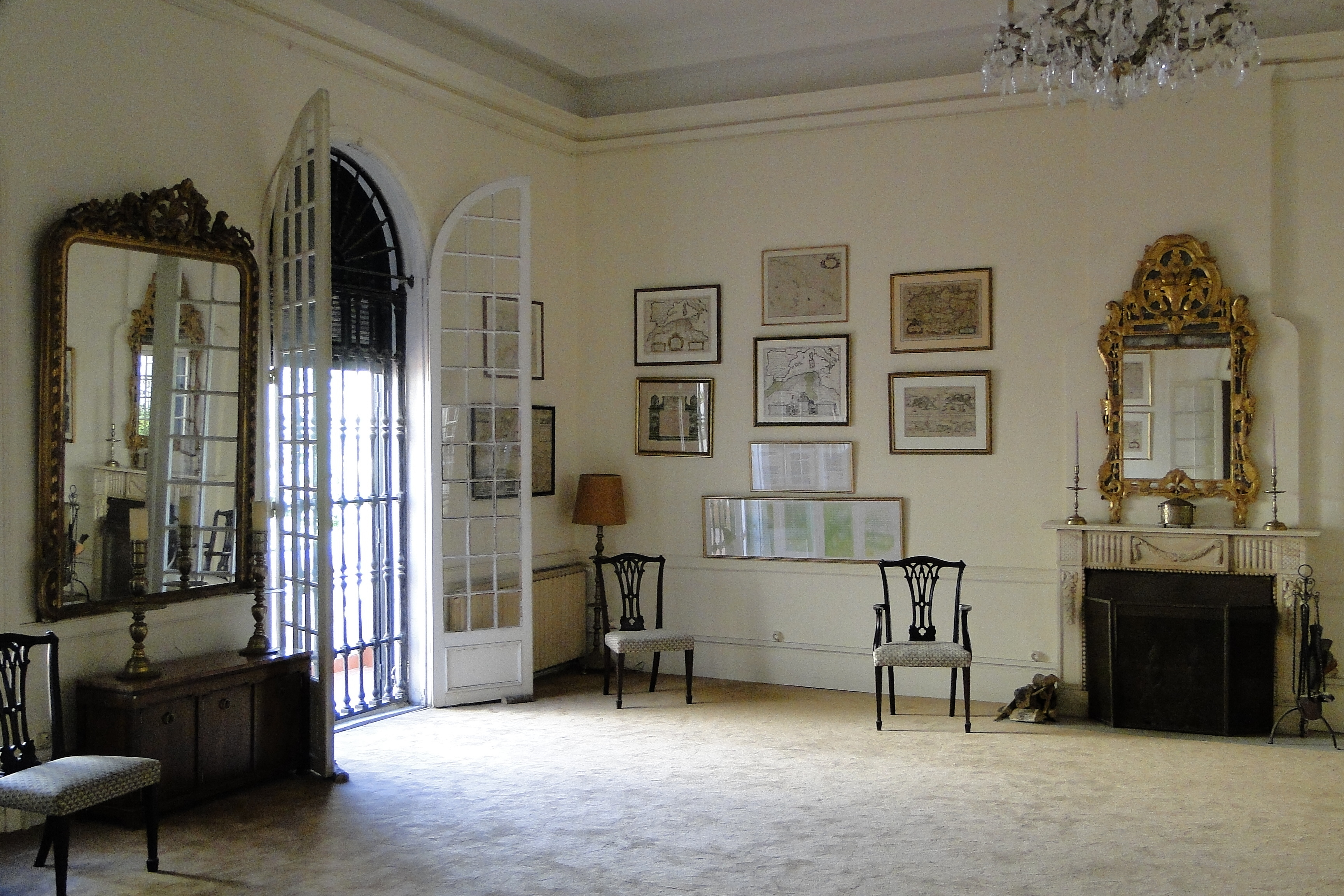
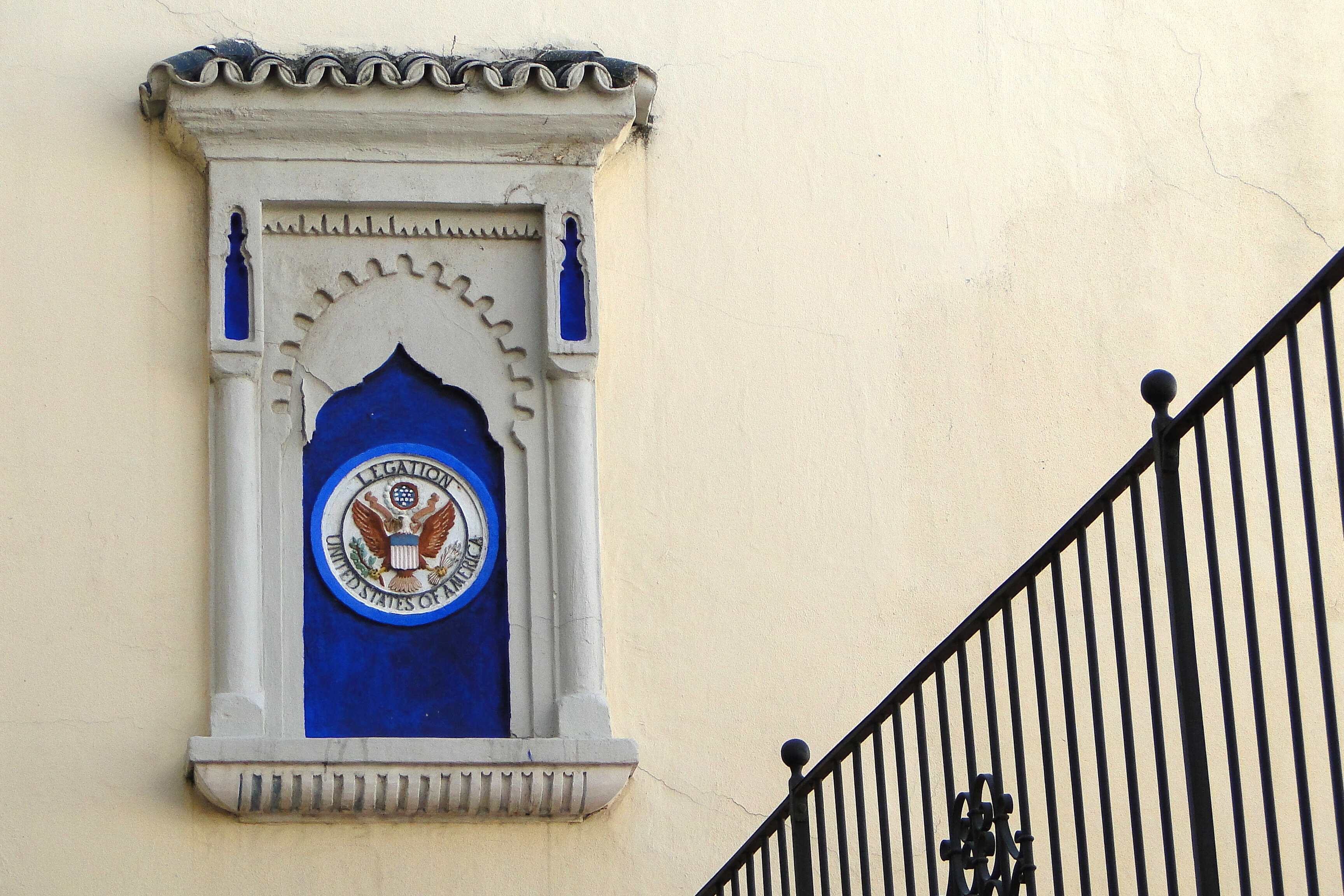
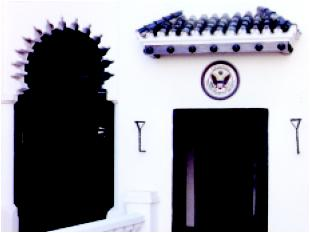
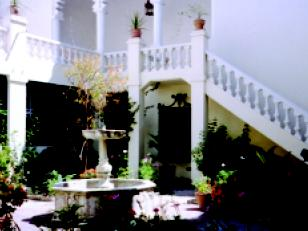

## Histoire diplomatique
La légation est un bâtiment mauresque élaboré de maçonnerie stuc. Cette structure complexe contient l'édifice en pierre sur deux étages présenté aux États-Unis en 1821 par le sultan Moulay Suliman. Première propriété acquise à l'étranger par le gouvernement américain, elle a abrité la légation et le consulat des États-Unis jusqu'en 1956. Elle est un des symboles du Traité d'amitié entre le Maroc et les États-Unis, signé en 1788 par Benjamin Franklin, qui garantissait l'accès libre aux ports du Maroc pour tous les bâtiments battant pavillon américain, toujours en vigueur aujourd'hui. Le complexe a grandi au fil des années et les maisons environnantes ont été rachetées. Pendant la Seconde Guerre mondiale, le bâtiment a servi de quartier général pour les agents de renseignements de l'Office of Strategic Services, remplacée en 1945 par la CIA.
Après le déménagement de la mission diplomatique américaine à la capitale de Rabat en 1956 lorsque le Maroc a acquis son indépendance, la légation a été abandonnée en tant que bâtiment diplomatique. Au fil des années, le gouvernement américain l'a utilisée en premier lieu comme école de langue et civilisation arabes pour les diplomates puis en second lieu comme bureaux consulaires et bureaux du Corps de la Paix, entre autres. Avec le temps, l'ancienne légation fut négligée et menacée de démolition.

## Présent
En 1976, un groupe de citoyens américains a créé un organisme public à but non lucratif pour sauver la vieille légation américaine.
Aujourd'hui, la Société des musées de la légation américaine de Tanger loue la structure, qui appartient toujours au gouvernement des États-Unis.
L'Institut américain d'études marocaines de Tanger (acronyme anglais TALIM) est à la fois un musée et un centre culturel pour l'étude du Maroc et des relations entre le Maroc et les États-Unis. Il abrite de nombreuses peintures de Marguerite McBey et d'autres artistes. Le bâtiment historique de l'institut comprend désormais une aile entière consacrée à l'écrivain et compositeur expatrié Paul Bowles. Le musée possède également une bibliothèque de recherche et une salle de conférence. Les programmes de sensibilisation au sein de cet institut incluent des cours d'alphabétisation en arabe pour les femmes vivant dans la médina de Tanger. John Davison est le directeur actuel du musée.